# Malout
Malout (en punyabí: ਮਲੋਟ ) es una ciudad de la India en el distrito de Mukatsar , estado de Punyab.

## Geografía
Se encuentra a una altitud de 196 m s. n. m. a 270 km de la capital estatal, Chandigarh, en la zona horaria UTC +5:30.

## Demografía
Según estimación 2010 contaba con una población de 83 401 habitantes.